# 克沃维莱
克沃维莱（法語：Quevauvillers，法語發音：[kəvovile]）是法国上法蘭西大區索姆省的一个市镇，属于亚眠区。

## 地理
克沃维莱（49°49'25"N, 2°5'2"E）面积8.82 平方千米，位于法国上法蘭西大區索姆省，该省份为法国北部沿海省份，北起加来海峡省和北部省，西接滨海塞纳省和大西洋英吉利海峡，南至瓦兹省，东临埃纳省。
与克沃维莱接壤的市镇（或旧市镇、城区）包括：库尔塞勒-苏穆瓦延库尔、弗雷努瓦欧瓦勒、穆瓦延库尔莱普瓦、楠普斯迈尼勒、勒韦勒。

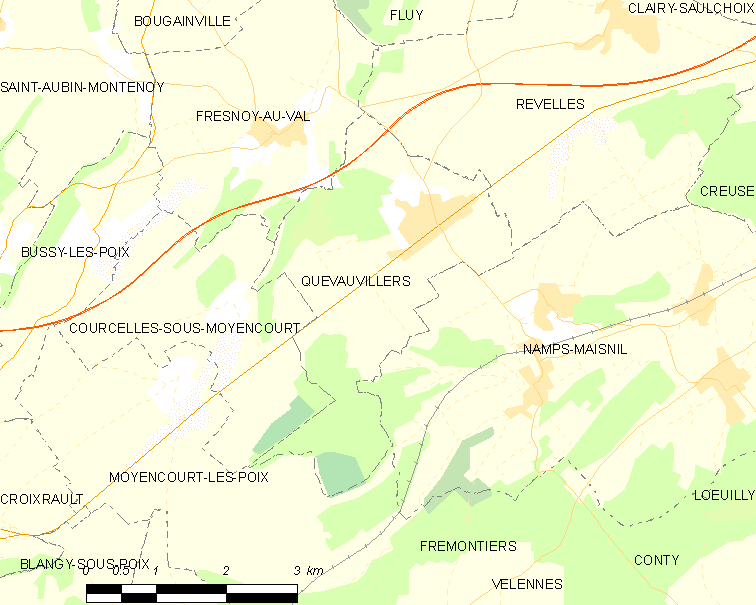
克沃维莱的OSM定位图

克沃维莱的时区为UTC+01:00、UTC+02:00（夏令时）。

## 行政
克沃维莱的邮政编码为80710，INSEE市镇编码为80656。

## 政治
克沃维莱所属的省级选区为索姆河畔阿伊县。

## 人口

1962-2008年间克沃维莱人口变化图示

克沃维莱于2022年1月1日时的人口数量为1106人。